# Von-der-Tann-Straße (Bad Kissingen)
Die Von-der-Tann-Straße befindet sich in Bad Kissingen, der Großen Kreisstadt des unterfränkischen Landkreises Bad Kissingen und beherbergt mehrere Baudenkmäler des Ortes.

## Geschichte
Die Von-der-Tann-Straße beginnt am Bad Kissinger Theaterplatz am ehemaligen Erthalschlösschen und kreuzt die Frühlingsstraße im spitzen Winkel. Beide Straßen bilden das Ensemble Frühlingsstraße/Von-der-Tann-Straße.
Ihre Bebauung zeigt wie die Bebauung der Frühlingsstraße westlich spätklassizistische und östlich historistische Sandsteinquader-, Backstein-, und Putzbauten mit Sandsteingliederungen, darunter auch einige einfachere typisierte Bauten. Markant ist hierbei das Mietshaus an der Kreuzung Frühlingsstraße 5/Von-der-Tann-Straße 13.
| Foto | Adresse                | Anmerkung                                                        |
| ---- | ---------------------- | ---------------------------------------------------------------- |
|      | Von-der-Tann-Straße 1  | Ehemaliges Erthalschlösschen, zweite Hälfte 18. Jahrhundert      |
|      | Von-der-Tann-Straße 2  | Ehemaliges Restaurantgebäude des Bad Kissinger Kurtheaters, 1856 |
|      | Von-der-Tann-Straße 4  | Ehemalige Villa Gayde, 1885–1887                                 |
|      | Von-der-Tann-Straße 8  | Villa, 1861                                                      |
|      | Von-der-Tann-Straße 11 | Ehemalige Kurpension, 1903/1904, Architekt: Carl Krampf          |